# Aitor Beltrán
Aitor Beltrán, né à Saint-Sébastien le 22 juin 1975, est un acteur basque espagnol au théâtre, au cinéma et à la télévision.

## Biographie
Aitor Beltrán joue à Madrid aux Teatros del Canal (es), au Teatro de la Comedia (es) et au Teatro Valle-Inclán (es) (Centro Dramático Nacional)

## Théâtre
- Lehman Trilogy. Balada para sexteto, mis en scène par Sergio Peris-Mencheta[2]
- Castelvines y Monteses  de Lope de Vega mis en scène par Sergio Peris-Mencheta et José Carlos Menéndez[3]
- La cocina d'Arnold Wesker, mis en scène par Sergio Peris-Mencheta[4]
- Blaubeeren mis en scène par Sergio Peris-Mencheta[5]

## Filmographie
Sauf indication contraire, les informations mentionnées dans cette section peuvent être confirmées par la base de données cinématographiques IMDb,  présente dans la section « Liens externes ».

### Cinéma
- 2000  : Viaje de ida y vuelta de Nuria Cabestany
- 2001 : School Killer de Carlos Gil : Marcos
- 2008 : La Maison de mon père (La casa de mi padre) de Gorka Merchán
- 2010 : Izarren argia (eu) : Pedro
- 2013 : Amaren eskuak (eu) de Mireia Gabilondo (es) : Germán
- 2014 : Fronteras (A escondidas ) de Mikel Rueda
- 2014 : Los tontos y los estúpidos
- 2016 : Ignace de Loyola de Paolo Dy : chirurgien
- 2018 : Ola de crímenes (es) de Gracia Querejeta
- 2018 : Le Fils de l'accordéoniste (es) de Fernando Bernués
- 2022 : Gelditasuna ekaitzean d'Alberto Gastesi : Telmo

### Télévision
- 2001 : Hasiberriak (eu) : Eneko
- 2005-2007 : Goenkale (eu)
- 2010: Euskolegas (eu)
- 2010 : Mugaldekoak (eu)
- 2011 : Sabin (eu)
- 2012 : Gernika bonbapean (eu) : lieutenant
- 2012 : Isabel
- 2015 : Aitaren etxea (eu) : Alberto Sagasti
- 2017 : Le Ministère du temps (El ministerio del tiempo)
- 2018 : Presunto culpable (eu)
- 2019 : Ihesaldia (eu) : Miguel Angel
- 2021-2023 : Go!azen (eu) : Edorta Unanue
- 2021-2023 : L'Internat: Las Cumbres : Fran
- 2023 : Itxaso (eu)